# Пиетроаса (Вартешкоју)
Пиетроаса (рум. Pietroasa) насеље је у Румунији у округу Вранча у општини Вартешкоју. Oпштина се налази на надморској висини од 271 m.

## Становништво
Према подацима из 2011. године у насељу је живело 227 становника.